# Uni-Riesen Leipzig
El Uni-Riesen Leipzig es un equipo de baloncesto alemán con sede en la ciudad de Leipzig, que compite en la ProB, la tercera división de su país. Disputa sus partidos en el Sporthalle Brüderstraße, con capacidad para 1000 espectadores. Es la sección de baloncesto del Universitätssport-Club Leipzig e. V.

## Nombres
- USC Leipzig (1949-2011)
- Uni-Riesen Leipzig (2011-actualidad)

## Posiciones en Liga
| - 2009: 3-(Regionalliga) - 2010: 3-(Regionalliga) - 2011: 6-(ProB) - 2012: 3-(ProB) - 2013: 16-(ProA) | - 2014: 3-(ProB) - 2015: 6-(ProB) - 2016: 8-(ProB) - 2017: 11-(ProB) |

## Jugadores destacados
| - Damir Bagarić - Jaroslav Tyrna - Anton Ackermann - Sascha Ahnsehl - Ingo Berger - Kwame Duku - Jonathan Ghebreigziabiher - Ben Hruschka - Robert Kaiser - Lucian Kieser - Kai-Uwe Kranz - Sascha Leutloff - Martin Nicolaus - Marian Schick - Ralph Schirmer | - Jorge Schmidt - Martin Scholz - Kevin Schweiger - Walter Simon - André Spalke - Max von der Wippel - Jörn Wessels - Vinzent Zimmer - Algirdas Macevicius - Uchenna Agada - Terence Billups - Fred Brathwaite - Gregory Burks - Jordan Faison - Nick Freer | - Chris Gadley - Lance Harper - Duez Henderson - Tizzo Johnson - Khalil Kelley - Kyle Kelm - Harry Marshall - Geoff McCammon - Chris McClellan - Cardell McFarland - Lamar Morinia - Wesley Poe - Monyea Pratt - Jeremy Sampson - Julian Scott | - Brandon Shingles - Brandon Warner - Guy Aud - Marek Krajewski - Nikita Khartchenkov - Philipp Holm - Eric Vierneisel - Christopher Flores - Adam Sollazzo |